# Tyleria floribunda
Tyleria floribunda là một loài thực vật có hoa trong họ Ochnaceae. Loài này được Gleason miêu tả khoa học đầu tiên năm 1931.